# Katya Mandoki
Katya Mandoki, née à Mexico en 1947, est une chercheuse en philosophie, artiste expérimentale et auteure.

## Biographie
Les parents de Katya Mandoki sont des Juifs Hongrois immigrés.
Ses recherches fondent l'esthétique du quotidien. Elle invente le terme «Prosaics» (1994)  pour ce sous-domaine de l'esthétique. Dans son livre Everyday Aesthetics , le premier qui traite du sujet de manière approfondie, elle étend l'esthétique (ne se préoccupant alors que d'art et de beauté) à l'expérience sensible, prenant le corps humain comme point de départ. Tout en traitant les aspects avantageux de l'esthétique, elle aborde la cruauté et l'abus de sensibilité d'autrui, jamais pensée alors en ces termes. Ainsi, elle analyse cet abus de sensibilité d'autrui sous un angle politique, prenant l'exemple de l'utilisation de l'esthétique sous le régime nazi. À partir de l’œuvre de Mandoki, Arnold_Berleant (en) place l'esthétique en relation avec le terrorisme. Le sous-domaine de l'esthétique du quotidien est, par la suite, développé par des esthéticiens contemporains
Katya Mandoki publie huit livres sur le sujet, le plus récent présentant et développant le concept de bio-esthétique qui retrace la sensibilité chez les êtres humains et les créatures les plus élémentaires dans une perspective évolutive . Elle est membre de l'Académie mexicaine des sciences (es), du Système national des Chercheurs (es), et fondatrice et membre honoraire de l'Association mexicaine d'esthétique (AMEST), qu'elle préside de 2007 à 2011. Elle est professeure d' esthétique et de sémiotique à l'Université autonome métropolitaine (UAM) au Mexique où elle établit et dirige des études de spécialisation de troisième cycle en esthétique, sémiotique et théorie de la culture, enseigne au niveau de troisième cycle à l'Université nationale autonome du Mexique (UNAM) et pour l'Instituto Nacional de Bellas Artes et l'Universidad Iberoamericana . Elle reçoit le prix national des arts en travail expérimental (1982, 1985) de l'INBA[précision nécessaire], le prix de la recherche académique de l'Université autonome métopolitaine (1995, 2007, 2015) et participe à diverses expositions d'œuvres d'art individuelles et collectives dans des musées et galeries tels que le Palais des beaux-arts de Mexico à plusieurs reprises. Sa sculpture monumentale Histogramme sur la répartition des revenus au Mexique peut être vue à la Library Plaza du Campus Xochimilco de l'UAM[réf. nécessaire]. 
Katya Mandoki publie plus de 150 articles sur l'esthétique et la sémiotique et présente des articles et des conférences dans vingt pays. Elle travaille au comité exécutif de l'Association internationale d'esthétique (IAA), au conseil consultatif international de l'Institut international d'esthétique appliquée, en Finlande, et au comité de rédaction international de diverses revues académiques telles que Contemporary Aesthetics, Cultural Politics et Environnement, Terre, Société, Architectonique.

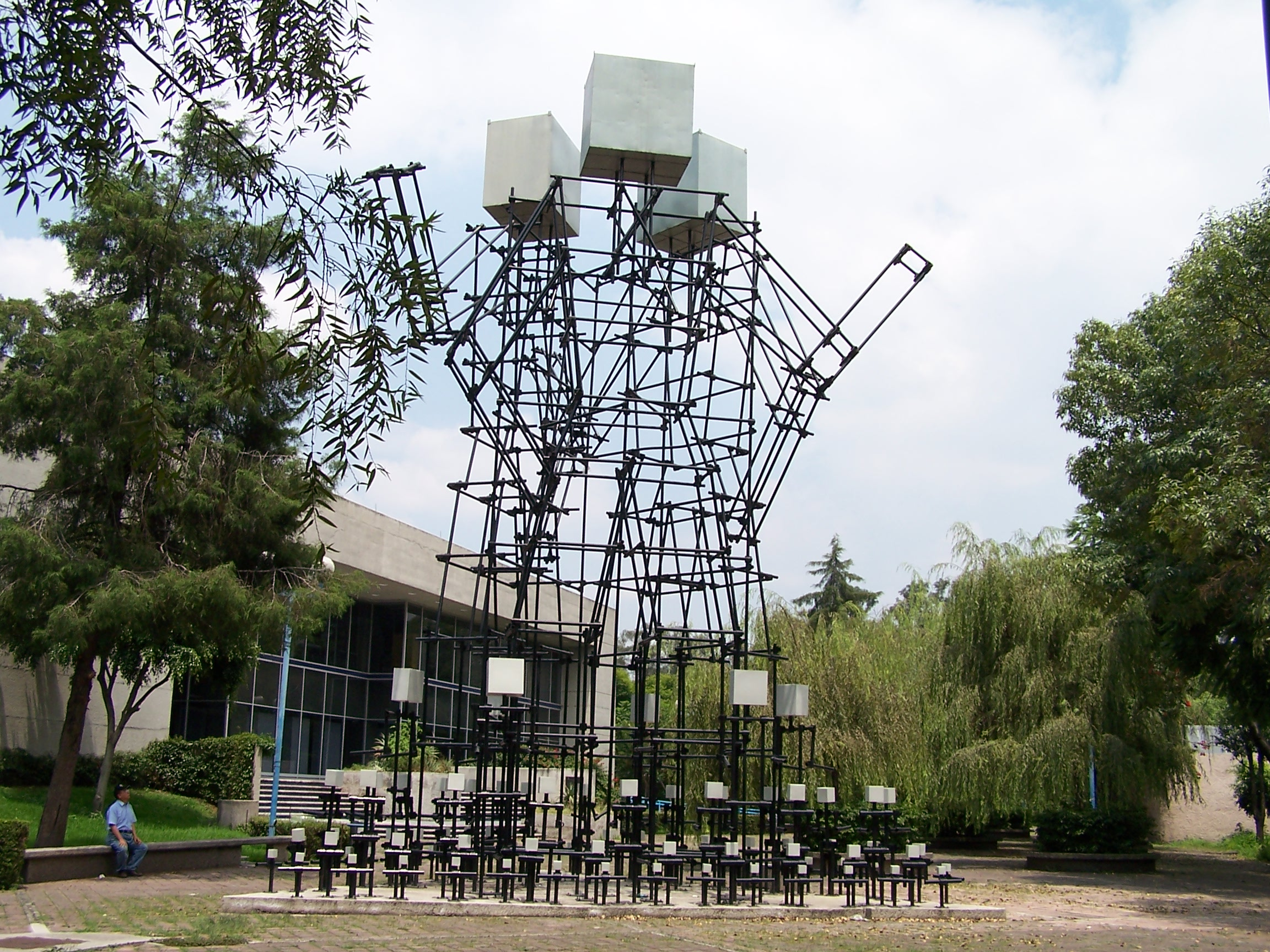
Sculpture monumentale de Katya Mandoki à l'Universidad Autónoma Metropolitana sur la répartition des revenus au Mexique.

## Publications
- Prosaica; introducción a la estética de lo cotidiano , Mexico, Grijalbo, 1994  (ISBN 978-970-05-0514-5)
- Estética y comunicación: de acción, pasión y seducción, Bogotá, Grupo Editorial Norma, 2006 (ISBN 978-958-04-9637-3)
- Estética cotidiana y juegos de la cultura: Prosaica I, Mexico, Siglo XXI, 2006  (ISBN 978-968-23-2653-0).
- Prácticas estéticas e identidades sociales: Prosaica II, (Mexico, Siglo XXI, 2007  (ISBN 978-968-23-2654-7)
- La construcción estética del Estado y de la identidad nacional: Prosaica III , Mexico, Siglo XXI, 2007  (ISBN 978-968-23-2677-6)
- Esthétique du quotidien: prosaïques, jeu de la culture et identités sociales, Aldershot, Ashgate, 2007  (ISBN 978-0-7546-5889-4)
- El indispensable exceso de la estética, Mexico, Siglo XXI, 2013  (ISBN 978-607-03-0470-5)